# 郭子乾
郭子乾（1964年3月14日—），臺灣綜藝節目主持人和演員，生於南投縣埔里鎮，以擅長模仿他人聞名。藝人陳漢典是他的徒弟。

## 演藝生涯
郭子乾從小就擅長從周遭環境和人物學習他人言詞技巧與口吻，並因而培養出他對他人腔調和身型姿態的敏感度。在就讀於中國海專五專部輪機科期間，他成為了學校話劇社的社長和演出要角，並曾參與許多校內公開表演。服完兵役後，他加入由劇作家李國修創立的屏風表演班；1987年，他參與屏風表演班多齣舞台劇的演出，如《傳與本纪》、《民國七十六備忘錄》、《莎姆雷特》等，並在其中奠定了自己喜劇演出的基礎。
後來，他被節目製作人王偉忠發掘，並在1988年加入華視綜藝節目《連環泡》幕後製作團隊，又再稍後參與幕前演出，以飾演其〈中國電視史〉單元中教官一角開始走紅。其間，郭子乾經常遭受來自王偉忠的嚴格責求，但仍極力珍惜得來不易的演出機會，並因而磨練增進出日後表演功力。
在《連環泡》演出後，郭子乾也開始在不同類型綜藝節目上客串演出，並開啟後來政治模仿秀的演出機會。他所模仿的知名腳色有：張國志、余添（余天）、郭掏（李濤）、郭台名（郭台銘）、豬哥喨（豬哥亮）、江一倌（張晨光）、蘇真衝（蘇貞昌）、柯蚊哲（柯文哲）、韓國魚（韓國瑜）等。

## 個人生活
郭子乾的父系祖先是世居黑龍江的滿族人，原姓為郭布羅氏。母親為臺灣新竹客家人
，是位國小老師；父親是國中教師，他的兄長從小成績就相當優秀，建國中學、國立臺灣大學物理系畢業，曾在台灣積體電路製造公司擔任處長；此外，他的表哥林政則曾任新竹市市長、臺灣省政府主席及中國國民黨代理黨主席。
他曾自言：「即使別人認為不入流，我都不會理會，因為我永遠是自己的主角。」

## 事件
- 2012年1月27日，郭子乾偕同妻兒在首爾度假並下榻於Ramada飯店；當日，他被客房中的電熱水壺燙傷大腿並隨後緊急前往江北三星醫院急診室進行治療，隨後又因不滿飯店服務態度而決定於隔夜搭乘飛機返回臺灣繼續接受醫治。[5]事發一年後，郭子乾在其臉書粉絲頁公開相關資訊表示飯店遲遲未做出合理賠償或道歉。2013年10月6日，郭子乾發起萬人連署行動，也把照片和相關證據中韓對照，希望呈上韓國法官進行上訴，獲九孔、曾國城、余天、白雲、唐從聖、NONO、庹宗康等人署名支持。
- 2021/6/10，遭周玉蔻爆料，同年3月於「好心肝診所」享特權施打疫苗，第一時間否認，11日透過臉書承認；網友指出依照衛生福利部公告顯示，4月14日才宣布4月21日起可以申請自費接種，其中適用對象為「商務、出國工作、留學及就醫等人道考量者」認為郭自費疫苗非常不合理，疑點重重。[6]
- 郭子乾因長期擔任好心肝基金會的志工，於2021年6月被好心肝診所邀請以「志工」身份施打Covid 19 疫苗，由於媒體炒作，造成爭議[7][8]。但2022年8月台北地檢署以查無不法之情，全案簽結，還好心肝基金會及郭子乾清白[9]。

## 主持作品

### 影視節目
| 年份   | 頻道       | 節目                             | 備註                       |
| ------ | ---------- | -------------------------------- | -------------------------- |
|        | 華視       | 《連環泡》                       |                            |
|        | 華視       | 《週末派》                       |                            |
|        | 華視       | 《綜藝萬花筒》                   | 各說各話短劇演出           |
|        | 華視       | 《金牌午餐秀》                   |                            |
|        | 華視       | 《鑽石舞台》                     | 助理主持                   |
|        | 華視       | 《龍虎綜藝王》（〈龍虎八卦王〉） |                            |
| 1996   | 台視       | 《冰冰棒棒》                     | 與白冰冰、孔鏘、劉爾金主持 |
| 2000   | 台視       | 《旗開得勝》                     |                            |
|        | 中視       | 《台灣歡樂窩》                   |                            |
|        | 中視       | 《顛覆地球》                     |                            |
|        | 中視       | 《超級像像像》                   |                            |
| 2016   | 中視       | 《沒玩沒了》                     |                            |
|        | 三立電視   | 《寶島鬥陣行》                   |                            |
|        | 八大電視   | 《主席有約》（〈政治模仿秀〉）   |                            |
|        | 八大電視   | 《一代妖姬》                     |                            |
|        | 八大電視   | 《麻辣之家》                     |                            |
|        | 八大電視   | 《王牌大對決》                   |                            |
|        | 東森電視   | 《娛樂7UP》                      |                            |
| 2003年 | 中天電視   | 《2100全民亂講》                 |                            |
| 2004年 | 中天電視   | 《全民大悶鍋》                   |                            |
| 2007年 | 中天電視   | 《全民最大黨》                   |                            |
| 2012年 | 中天電視   | 《全民大新聞》                   |                            |
|        | 中天電視   | 《寶島樂透透》                   |                            |
| 2014年 | 中天電視   | 《瘋狂大悶鍋》                   |                            |
| 2016年 | 中天電視   | 《非常異視界》                   |                            |
| 2017年 | 中天電視   | 《 真的？假的 》                 |                            |
|        | 衛視中文台 | 《移動星樂園》                   |                            |
| 2013年 | 民視       | 《三星報囍》                     |                            |
| 2013年 | TVBS       | 《周末熊新聞》                   |                            |
|        | 超視       | 《無敵A噪咖》                    |                            |
| 2018年 | Yahoo! TV  | 《鄉民大會》                     | 網路節目                   |
| 2023年 | 民視       | 《鬥陣大廟埕》                   |                            |
| 2023年 | NOWnews    | 《鄉民大學問》                   | 網路節目                   |

## 戲劇作品
| 年份   | 頻道                | 劇名                                | 角色           |
| ------ | ------------------- | ----------------------------------- | -------------- |
| 1989年 | 華視                | 《全家福》                          | 水電工         |
| 1991年 | 華視                | 《朋友好久不見》                    |                |
| 1991年 | 中視                | 《家有仙妻》                        | 刮車賊         |
| 1994年 | 台視                | 《倚天屠龍記》                      | 胡青牛         |
| 1994年 | 華視                | 《霸王花》                          |                |
| 1995年 | 華視                | 《驚世媳婦》                        | 趙旺           |
| 1997年 | 台視                | 《中國怪談》                        | 水石道長       |
| 1998年 | 台視                | 《四千金》                          | 地主           |
| 2002年 | 民視                | 《親戚不計較》(EP895登場)           | 郭英俊         |
| 2005年 | 公視                | 《住左邊住右邊》                    | 郭富           |
| 2006年 | 公視                | 人生劇展《我家有張協商桌》          | 林明           |
| 2006年 | 台視                | 《神機妙算劉伯溫·長生劫》           | 蔡一刀         |
| 2007年 | 衛視中文台          | 偶像劇《黑糖瑪奇朵》                | 費老爺         |
| 2007年 | 公視                | 人生劇展《移民天堂》                | 司機           |
| 2008年 | 中天電視台          | 《江湖.com》                        | 王六           |
| 2008年 | 八大綜合台          | 《我的億萬麵包》                    | 曾火樹         |
| 2011年 | 公視                | 人生劇展《6局下半》                 | 蘇正德         |
| 2012年 | 公視                | 人生劇展《空氣男的告白》            | 康康           |
| 2013年 | 民視                | 陳亞蘭歌仔戲《天龍傳奇》            | 巴公山         |
| 2013年 | 壹綜合              | 《幸福蒲公英》                      | 戴金           |
| 2014年 | 浙江衛視            | 《上流俗女》                        | 何伯           |
| 2014年 | 八大綜合台          | 《終極X宿舍》                       | 牛保節         |
| 2015年 | 華視                | 《愛你沒條件》                      | 陳實在         |
| 2018年 | 民視                | 《大時代》                          | 伍士約         |
| 2018年 | 公視                | 《你的孩子不是你的孩子·孔雀》       | 校長           |
| 2019年 | 台視                | 楊麗花歌仔戲《忠孝節義·路遙知馬力》 | 丁霸           |
| 2019年 | 三立都會台          | 《月村歡迎你》                      | 郭富城         |
| 2019年 | Netflix             | 《罪夢者》                          | 楊萬里         |
| 2020年 | 大愛電視台          | 《大林學校》                        | 林健誌         |
| 2020年 | TVBS歡樂台          | 《女力報到－最佳拍檔》              | 韓庚           |
| 2020年 | 三立都會台          | 《我的青春沒在怕》                  | 廖萬利         |
| 2020年 | MyVideo             | 《不讀書俱樂部》                    | 店長           |
| 2021年 | TVBS歡樂台          | 《女力報到－愛情公寓》              | 韓庚           |
| 2021年 | 大愛電視台          | 《觀音對我笑》                      | 謝來文         |
| 2021年 | 公視                | 《茶金》                            | 張福吉         |
| 2021年 | 民視                | 《黃金歲月》                        | 飯店老闆(客串) |
| 2022年 | 台視                | 陳亞蘭歌仔戲《嘉慶君遊台灣》        | 劉墉           |
| 2022年 | 三立台灣台          | 《一家團圓》                        | 黃武雄         |
| 2023年 | 大愛電視台          | 《搜尋者》                          | 張明萊         |
| 2023年 | MyVideo             | 《百味小廚神－中元大餐》            |                |
| 2023年 | MyVideo             | 《百味小廚神－午餐爭霸戰》          |                |
| 2024年 | LINE TV、華視       | 《華麗計程車行》                    | 陳源森         |
| 2024年 | 三立都會台          | 《省省吧！我家富貴發》              | 劉志中         |
| 2024年 | 華視、公視台語台    | 《勇氣家族》                        | 雅婷父         |
| 2024年 | 八大戲劇台、MyVideo | 《今夜一起為愛鼓掌》                | 黃健宏         |
| 2025年 | 華視、公視台語台    | 《成功路上》                        | 陳政雄(雄大)   |
| 2025年 | Netflix             | 《乩身》                            |                |

## 電影
| 年份   | 片名                       | 角色     |
| ------ | -------------------------- | -------- |
| 1989年 | 《七匹狼2》                | 涂求志   |
| 1995年 | 《阿爸的情人》             |          |
| 1995年 | 《臭屁王》                 | 老師     |
| 2012年 | 《球愛天空》               | 林永順   |
| 2018年 | 《有一種喜歡》             | 元元父   |
| 2019年 | 《瘋狂電視台瘋電影》       | 郭子乾   |
| 2023年 | 《我的婆婆怎麼把OO搞丟了》 | 黑道大哥 |
| 2023年 | 《請問，還有哪裡需要加強》 | 權哥     |
| 2023年 | 《惡女》                   | 林文儀   |
| 2024年 | 《小子》                   | 醉漢     |

### 動畫配音
| 年份   | 片名           | 角色   |
| ------ | -------------- | ------ |
| 2004年 | 《超人特攻隊》 | 辛拉登 |
| 2005年 | 《馬達加斯加》 | 愛力獅 |

## 舞台劇
| 年份   | 劇團         | 劇名           | 角色     | 導演   | 備註   |
| ------ | ------------ | -------------- | -------- | ------ | ------ |
| 2015年 | 果陀劇場     | 誰家老婆上錯床 | 皮召辦   | 楊世彭 |        |
| 2016年 | 果陀劇場     | 一個兄弟       | 冷伯     | 梁志民 |        |
| 2018年 | 果陀劇場     | 吻我把娜娜     | 郝大爺   | 梁志民 |        |
| 2019年 | 全民大劇團   | 我的旁白人生   |          | 吳世偉 |        |
| 2019年 | 春河劇團     | 當我們同在一起 |          | 韋以丞 | 台中場 |
| 2020年 | 果陀劇場     | 步步驚笑       | 男二     | 楊世彭 |        |
| 2020年 | 春河劇團     | 救救歡喜鴛鴦樓 |          | 李小平 |        |
| 2022年 | 春河劇團     | 魔法阿媽       | 天賜阿公 | 范瑞君 |        |
| 2022年 | 全民大劇團   | 仁愛路六號     | 郭台銘   | 謝念祖 |        |
| 2023年 | 陳亞蘭歌仔戲 | 嘉慶君遊台灣   | 魏貴妃   | 葉天倫 |        |
| 2023年 | 果陀劇場     | 淡水小鎮       | 老王     | 梁志民 |        |
| 2023年 | 金星文創     | 謝謝大家收看   |          | 陳威宇 |        |
| 2024年 | 春河劇團     | 把我娶回家     | 呂金峰   | 郎祖筠 |        |

## 出版作品

### 書籍
| 年份           | 書名                            | 作者      | 出版社       | ISBN               |
| -------------- | ------------------------------- | --------- | ------------ | ------------------ |
| 2008年2月初版  | 《解悶救人生！郭子乾Live Show》 | 郭子乾 著 | 天下遠見出版 | ISBN 9789862160701 |
| 2017年10月初版 | 《哥說的不是星座，是人際關係》  | 郭子乾 著 | 天下文化出版 | ISBN 6709864793273 |

## 獎項紀錄

### 金馬獎
| 年份 | 獲提名         | 獎項                     | 結果 |
| ---- | -------------- | ------------------------ | ---- |
| 1995 | 《阿爸的情人》 | 第32屆金馬獎最佳男配角獎 | 提名 |

### 金鐘獎
| 年份 | 獲提名                    | 獎項                                    | 結果 |
| ---- | ------------------------- | --------------------------------------- | ---- |
| 2003 | 《2100全民亂講》          | 第38屆金鐘獎 娛樂綜藝節目主持人獎       | 獲獎 |
| 2005 | 《全民大悶鍋》            | 第40屆金鐘獎 綜藝節目主持人獎           | 提名 |
| 2007 | 《全民大悶鍋》            | 第42屆金鐘獎 娛樂綜藝節目主持人獎       | 提名 |
| 2008 | 《全民大悶鍋》            | 第43屆金鐘獎 娛樂綜藝節目主持人獎       | 提名 |
| 2009 | 《全民大悶鍋》            | 第44屆金鐘獎 綜藝節目主持人獎           | 提名 |
| 2011 | 公視人生劇展－《6局下半》 | 第46屆金鐘獎 迷你劇集／電視電影男主角獎 | 提名 |
| 2016 | 《三星報囍》              | 第51屆金鐘獎 綜藝節目主持人             | 提名 |
| 2022 | 《茶金》                  | 第57屆金鐘獎 戲劇節目男主角獎           | 提名 |

## 外部連結
- 郭子乾的Facebook專頁
- 郭子乾在互联网电影资料库（IMDb）上的資料（英文）
- 郭子乾在香港影庫上的簡介
- 郭子乾在豆瓣上的资料（简体中文）